# Afonso Pires Alcoforado
Afonso Pires Alcoforado (? -1285) foi um Rico-homem do Reino de Portugal que atravessou os reinados do rei D. Sancho II de Portugal e do seu irmão o rei D. Afonso III de Portugal. 
Foi Senhor da Domus Fortis denominada Torre de Alcoforado localizada na freguesia de Lordelo, no antigo Bispado do Porto e confirmador dos actos reais deste último rei para com as tias de Afonso Pires em 1225.

## Relações familiares
Foi filho de Pedro Martins Alcoforado (1195 -?) e de Teresa Soares de Paiva (c. 1195 -?) filha de Soeiro Mouro e de Elvira Nunes das Astúrias. Casou com 
Aldara Gomes Frade filha de Gomes Viegas Frade (1175 -?) e de Teresa Gonçalves de Mós, de quem teve:
1. Pedro Afonso Alcoforado;
2. Martim Afonso Alcoforado (1250 -?) casou por duas vezes, a primeira com Maria Vicente e a segunda com Maria Ribeiro;
3. Lopo Afonso Alcoforado casou por duas vezes, a primeira com Teresa Mendes do Fôjo também conhecida como de Teresa Mendes de Abrantes e a segunda com Maria Rodrigues Gato;
4. Lourenço Afonso;
5. Rodrigo Afonso Alcoforado;
6. Vasco Afonso Alcoforado casou cerca de 1393 com Brites Martins Barreto filha de Martim Fernandes Barreto (1250 -?) e de Maria Rodrigues de Chacim (c. 1250 -?);
7. Constança Afonso Alcoforado casou com Afonso Pires Velho;
8. Aldora Alcoforado;
9. Fernão Afonso Alcoforado.